# Chlorine
Ne pas confondre avec chlorine, le mot anglais pour « chlore »
Pour les articles homonymes, voir Chlorine (homonymie).
En chimie organique, la chlorine est un noyau aromatique hétérocyclique constitué de trois cycles pyrrole et d'un cycle azoline formant un macrocycle fermé par quatre ponts méthine. À l'inverse de la porphine, constituée de quatre cycles pyrrole et formant le noyau des porphyrines, la chlorine n'est pas aromatique sur l'ensemble de sa circonférence. Un composé apparenté, dont le macrocycle compte deux pyrroles et deux azolines, est appelé bactériochlorine.
Les chlorophylles sont des chlorines qui chélatent un cation de magnésium Mg2+ au centre du macrocycle ; elles constituent la principale classe de pigments photosynthétiques dans les chloroplastes.
En raison de leur photosensibilité, les chlorines sont utilisées comme photosensibilisant en photochimiothérapie.

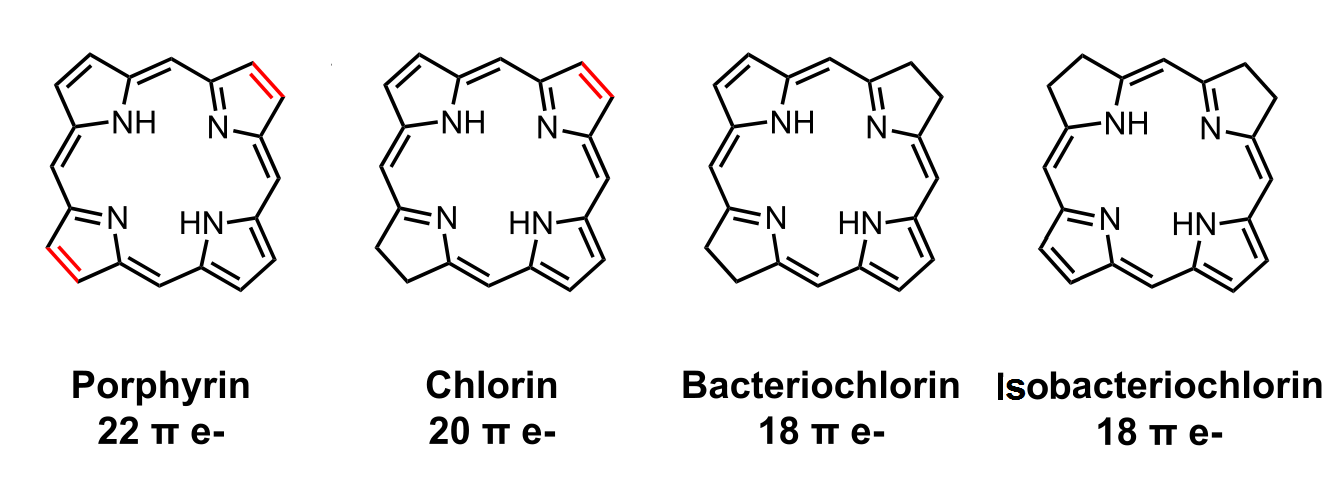
Structures comparées de la porphine, de la chlorine, de la bactériochlorine et de l'isobactériochlorine. Remarquer la différence dans l'emplacement des doubles liaisons C=C entre les deux isomères de bactériochlorine. Il y a deux électrons π (représentés par π e^{−}) pour chaque double liaison dans le macrocycle.